# Géométrie de construction de solides
Pour les articles homonymes, voir CSG.
En infographie, la géométrie de construction de solides (CSG en anglais : "Constructive Solid Geometry") est une branche de la modélisation des solides (ou modélisation tridimensionnelle).
Cette technique de modélisation géométrique concerne la représentation d'un objet solide comme combinaison d'objets solides simples (exemple : cylindre, sphère, cône, tore, etc.) à l'aide d'opérateurs géométriques booléens (exemple : union, intersection, soustraction).
La modélisation géométrique des solides procède de 2 méthodes :
- la CSG (dite aussi "modélisation solide" ou "modélisation volumique"),
- la B-Rep ("Boundary Representation" dite aussi "modélisation surfacique").

## Opérations
On applique des opérations booléennes et des transformations géométriques.

### Transformations géométriques
Ce sont les transformations géométriques classiques :
- Translation
- Rotation
- Homothétie

### Opérations booléennes
| Union (ou addition)           | Différence (ou soustraction)           | Intersection                       |
| ----------------------------- | -------------------------------------- | ---------------------------------- |
| Démonstration de l'union      | Démonstration de la différence         | Démonstration de l'intersection    |
| L'assemblage des deux objets. | La soustraction d'un objet de l'autre. | La partie commune aux deux objets. |

#### Union (ou addition)
Le résultat est l'assemblage des deux objets.
Il y a parfois la possibilité de réaliser cette opération sur plus de deux objets.

#### Différence (ou soustraction)
Le résultat est le premier objet moins la partie commune avec le second.
Avec certains logiciels (POV-Ray par exemple), il est possible d'inverser un objet (ce qui revient à faire la soustraction inverse)…

#### Intersection
Le résultat est la partie commune aux deux objets.

## Structure
- {\displaystyle \cap } : intersection
- {\displaystyle \cup } : union
- {\displaystyle -\!} : différence

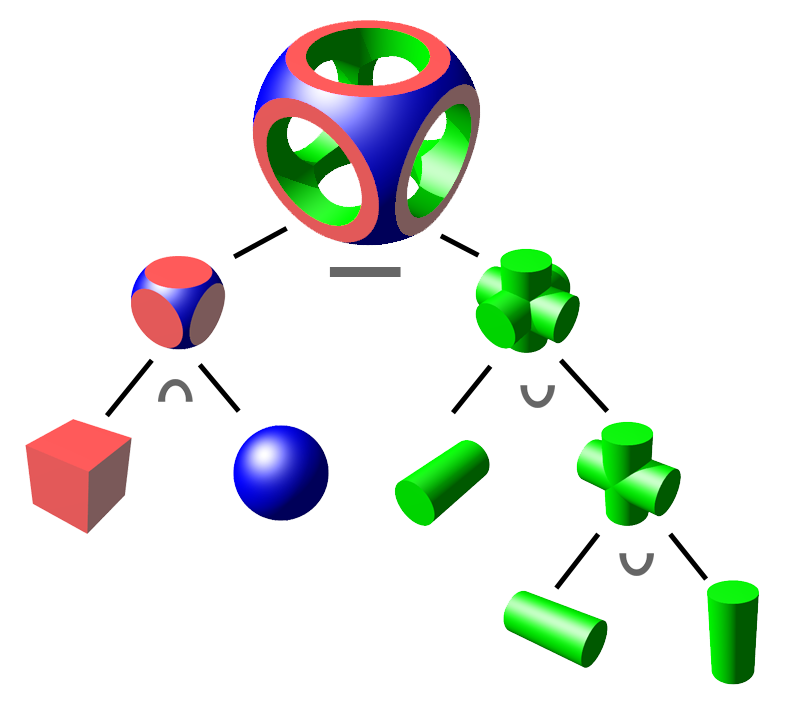
Les objets en Géométrie de construction de solides peuvent être représentés par des arbres binaires, dans lesquels les feuilles représentent les primitives, et les nœuds représentent les opérations.

La géométrie de construction de solides est stockée sous une forme arborescente (arbre) qui décrit : l'opération et les éléments manipulés.
L'utilisation d'arbre permet de faire très facilement des modifications.

### Avantages

#### Description spatiale
De par sa nature mathématique, les volumes complexes décrits par cette technique ont des frontières parfaites et non approchées comme par les techniques à base de polygones par exemple. Ainsi, les bords d'une sphère seront parfaits, quel que soit le niveau de détail choisi.

#### Optimisation des calculs
La géométrie de construction de solides permet d'accélérer les calculs qui peuvent se baser sur des volumes plutôt que sur les polygones.
- Cette méthode de modélisation est assez adaptée au lancer de rayon car ce dernier travaille principalement par intersection de demi-droites avec des volumes mathématiques, et permet des calculs allégés. Par exemple, l'intersection d'une droite avec une sphère est plus facile qu'avec un ensemble de polygones approchant la forme de la sphère.
- De façon plus étendue, la géométrie de construction de solides accélère tous les calculs de projection : clipping, culling, ombres... Il est en effet plus rapide de projeter un polygone formé par les arêtes d'un solide que de projeter les polygones du solide.
- Les calculs de collision entre deux solides convexes sont très rapides, il suffit de tester si au moins un des deux a un point inclus dans l'autre.
- Le calcul d'éventuelles réflexions ou réfractions à l'intérieur des volumes est facilité car on connaît précisément les équations décrivant la surface du volume, en particulier la normale et la tangente

### Inconvénients
- La liberté de modélisation est restreinte par les possibilités de créer le volume désiré par un ensemble d'opérations. De plus les formes présentes dans le monde réel sont peu ou pas géométriques et même un ballon n'est pas parfaitement sphérique lorsqu'il est posé sur le sol.
- On peut facilement arriver à des hiérarchies d'opérations très complexes qui vont alourdir les calculs de rendu.
- Le nombre de primitives disponibles va directement influer sur l'algorithme de rendu car ce dernier doit savoir les prendre toutes en compte ce qui peut alourdir son écriture.

## Rendu accéléré
Pour le rendu temps réel rapide, on compile la géométrie de construction de solides dans un format qui retient le résultat des opérations booléennes. L'espace est alors statique.